# Liste paläolithischer Fundstätten in China
Dies ist eine alphabetische Liste paläolithischer Fundstätten in China, die von Archäologen entdeckt worden sind:
| Fundort | Fundort | Fossilien                                                                                        | Kultur                           | Faunengemeinschaft                                                    | Bemerkung |
| --- | --- | ------------------------------------------------------------------------------------------------ | -------------------------------- | --------------------------------------------------------------------- | --- |
| Bailiandong-Stätte (Liuzhou im Autonomen Gebiet Guangxi)                                                                                           | Bailiandong-Stätte (Liuzhou im Autonomen Gebiet Guangxi)                                                                                           |                                                                                                  |                                  |                                                                       | - spätpaläolithisch bis neolithisch |
| Bose-Becken | |                                                                                                  |                                  |                                                                       | |
| Bodu (Tongzi) | |                                                                                                  |                                  |                                                                       | |
| Bogu und Gaolingpo (Bose, Guangxi) | |                                                                                                  |                                  | - Acheuléen-ähnliche Faustkeile, auf ein Alter von 803.000 BP datiert | |
| Cimu | |                                                                                                  |                                  |                                                                       | |
| Dafa | |                                                                                                  |                                  |                                                                       | |
| Damei | |                                                                                                  |                                  |                                                                       | |
| Dawan (archäologischer Fundplatz) | |                                                                                                  |                                  |                                                                       | |
| Dongzeng | |                                                                                                  |                                  |                                                                       | |
| Ganlian | |                                                                                                  |                                  |                                                                       | |
| Hengshandao | |                                                                                                  |                                  |                                                                       | |
| Jiangfeng und Datong | |                                                                                                  |                                  |                                                                       | |
| Laikui | |                                                                                                  |                                  |                                                                       | |
| Nanposhan | |                                                                                                  |                                  |                                                                       | |
| Napo (archäologischer Fundplatz) | |                                                                                                  |                                  |                                                                       | |
| Nayin (Höhle) | |                                                                                                  |                                  |                                                                       | |
| Shangsong | |                                                                                                  |                                  |                                                                       | |
| Shazhou | |                                                                                                  |                                  |                                                                       | |
| Yangwu | |                                                                                                  |                                  |                                                                       | |
| Pinghepo | |                                                                                                  |                                  |                                                                       | |
| Sanlei | |                                                                                                  |                                  |                                                                       | |
| Silin (archäologischer Fundplatz) | |                                                                                                  |                                  |                                                                       | |
| Xiaguo | |                                                                                                  |                                  |                                                                       | |
| Xiaomei und Nalian | |                                                                                                  |                                  |                                                                       | |
| Xinzhou (archäologischer Fundplatz) | |                                                                                                  |                                  |                                                                       | |
| (Zhaojiayan, Kreis Changyang, Provinz Hubei) | (Zhaojiayan, Kreis Changyang, Provinz Hubei) | Changyang-Mensch                                                                                 |                                  |                                                                       | |
| (Yin Shan, Kreis Chaoxian heute kreisfreie Stadt Chaohu, Provinz Anhui)                                                                            | (Yin Shan, Kreis Chaoxian heute kreisfreie Stadt Chaohu, Provinz Anhui)                                                                            | Chaoxian-Mensch                                                                                  |                                  |                                                                       | - ca. 200.000-160.000 BP oder 60.000 BP                                                                                                  |
| Chenjiawo-Stätte (Chenjiawo, Kreis Lantian, Provinz Shaanxi)                                                                                       | Chenjiawo-Stätte (Chenjiawo, Kreis Lantian, Provinz Shaanxi)                                                                                       | Lantian-Mensch (auch Chenjiawo-Mensch genannt)                                                   |                                  | Chenjiawo-Faunengemeinschaft                                          | - ca. 530.000 BP |
| Chuxiong (Provinz Yunnan) | Chuxiong (Provinz Yunnan) |                                                                                                  |                                  | Ailuropoda-Stegodon-Fauna                                             | |
| Dingcun-Stätte (Dingcun, Kreis Xiangfen, Provinz Shanxi)                                                                                           | Dingcun-Stätte (Dingcun, Kreis Xiangfen, Provinz Shanxi)                                                                                           | Dingcun-Mensch                                                                                   | Dingcun-Kultur                   |                                                                       | Links leiten alle zu Dingcun-Mensch weiter                                                                                               |
| Dingsishan-Stätte (Yongning (Nanning) im Osten von Nanning, Provinz Jiangxi)                                                                       | Dingsishan-Stätte (Yongning (Nanning) im Osten von Nanning, Provinz Jiangxi)                                                                       |                                                                                                  | Dingsishan-Kultur                |                                                                       | - jungpaläolithisch bis mesolithisch - 10.000–6000 BP - "frühesten" neolithische Artefakte Südchinas, ca. 10.000 Jahre alte Keramikfunde |
| Fulin (Hanyuan) (Kreis Hanyuan, Provinz Sichuan)                                                                                                   | Fulin (Hanyuan) (Kreis Hanyuan, Provinz Sichuan)                                                                                                   |                                                                                                  | Fulin-Kultur                     |                                                                       | |
| Gaojiazhen-Stätte (chinesisch 高家镇遗址, Pinyin Gaojiazhen yizhi) (Kreis Fengdu (丰都县 Fēngdū Xiàn) der regierungsunmittelbaren Stadt Chongqing) | Gaojiazhen-Stätte (chinesisch 高家镇遗址, Pinyin Gaojiazhen yizhi) (Kreis Fengdu (丰都县 Fēngdū Xiàn) der regierungsunmittelbaren Stadt Chongqing) |                                                                                                  |                                  |                                                                       | - ca. 100.000 BP |
| Gezidong-Stätte (Tauben-Höhle, Autonomer Kreis Harqin Linker Flügel der Mongolen, Provinz Liaoning)                                                | Gezidong-Stätte (Tauben-Höhle, Autonomer Kreis Harqin Linker Flügel der Mongolen, Provinz Liaoning)                                                |                                                                                                  | Gezidong-Kultur                  | Gezidong-Faunengemeinschaft                                           | |
| Gongwangling-Stätte (Gongwangling, Kreis Lantian, Provinz Shaanxi)                                                                                 | Gongwangling-Stätte (Gongwangling, Kreis Lantian, Provinz Shaanxi)                                                                                 | Lantian-Mensch                                                                                   | Gongwangling-Zeit                | Gongwangling-Faunengemeinschaft                                       | - ca. 800.000-750.000 BP |
| Huashilang-Stätte ("Drachenzahn-Höhle") (Kreis Luonan, Provinz Shaanxi, Luonan-Becken)                                                             | |                                                                                                  |                                  |                                                                       | |
| Jiande-Stätte (Kreis Jiande, Provinz Zhejiang) | Jiande-Stätte (Kreis Jiande, Provinz Zhejiang) | Jiande-Mensch                                                                                    |                                  |                                                                       | - ca. 50.000 BP |
| Jianshi-Stätte (Mazhaping, Gaoping, Kreis Jianshi, Provinz Hubei)                                                                                  | Jianshi-Stätte (Mazhaping, Gaoping, Kreis Jianshi, Provinz Hubei)                                                                                  | Jianshi-Mensch                                                                                   |                                  |                                                                       | - ca. 2.150.000-1.950.000 BP oder 600.000-400.000 BP                                                                                     |
| Jinniushan-Stätte (Berg Jinniushan, Dashiqiao, bezirksfreie Stadt Yingkou, Provinz Liaoning)                                                       | Jinniushan-Stätte (Berg Jinniushan, Dashiqiao, bezirksfreie Stadt Yingkou, Provinz Liaoning)                                                       | Jinniushan-Mensch                                                                                |                                  |                                                                       | - ca. 260.000 BP oder 195.000-165.000 BP                                                                                                 |
| (Mingyue, Kreis Antu (Yanbian), Provinz Jilin) | (Mingyue, Kreis Antu (Yanbian), Provinz Jilin) | Antu-Mensch                                                                                      |                                  |                                                                       | - ca. 35.370 ± 1.850 bis 26.560 ± 550 BP                                                                                                 |
| Kehe-Stätte (Kehe, Kreis Ruicheng, Provinz Shanxi)                                                                                                 | Kehe-Stätte (Kehe, Kreis Ruicheng, Provinz Shanxi)                                                                                                 |                                                                                                  | Kehe-Kultur                      |                                                                       | - älter als Dingcun- und Peking-Mensch                                                                                                   |
| Lijiang-Stätte (bezirksfreie Stadt Lijiang, Provinz Yunnan)                                                                                        | Lijiang-Stätte (bezirksfreie Stadt Lijiang, Provinz Yunnan)                                                                                        | Homo sapiens                                                                                     |                                  | Fauna                                                                 | |
| (Kreis Liucheng der bezirksfreien Stadt Liuzhou, Autonomes Gebiet Guangxi)                                                                         | (Kreis Liucheng der bezirksfreien Stadt Liuzhou, Autonomes Gebiet Guangxi)                                                                         |                                                                                                  |                                  | Ailuropoda-Stegodon-Fauna                                             | |
| Longgupo-Höhle (Kreis Wushan (Chongqing), Chongqing)                                                                                               | Longgupo-Höhle (Kreis Wushan (Chongqing), Chongqing)                                                                                               | Wuschan-Mensch (Pithecanthropus)                                                                 |                                  |                                                                       | |
| Longlin (Autonomes Gebiet Guangxi) | Longlin (Autonomes Gebiet Guangxi) | Rotwildhöhlen-Menschen                                                                           |                                  |                                                                       | - ca. 11.510 ± 255 oder 14.500 bis 13.000 calBP                                                                                          |
| Malan-Löss (Zhaitangchuan im Pekinger Stadtbezirk Mentougou)                                                                                       | Malan-Löss (Zhaitangchuan im Pekinger Stadtbezirk Mentougou)                                                                                       |                                                                                                  | Malan-Löss-Zeit                  | Salawusu-Faunengemeinschaft                                           | |
| Maludong (Rotwildhöhle) (Provinz Yunan) | Maludong (Rotwildhöhle) (Provinz Yunan) | Rotwildhöhlen-Menschen                                                                           |                                  |                                                                       | - ca. 11.510 ± 255 oder 14.500 bis 13.000 calBP                                                                                          |
| Maomao Shan (Kreis Xingyi (兴义县), Provinz Guizhou)                                                                                               | Maomao Shan (Kreis Xingyi (兴义县), Provinz Guizhou)                                                                                               |                                                                                                  | Maomaodong-Kultur                |                                                                       | - ca. 14600±1200 BP |
| Miaohoushan-Stätte (Kreis Benxi (本溪县), Provinz Liaoning)                                                                                        | Miaohoushan-Stätte (Kreis Benxi (本溪县), Provinz Liaoning)                                                                                        |                                                                                                  | Miaohoushan-Kultur               |                                                                       | |
| Nanjing (Huludong-Höhle, Tangshan-Berge, Provinz Jiangsu)                                                                                          | Nanjing (Huludong-Höhle, Tangshan-Berge, Provinz Jiangsu)                                                                                          | Nanjing-Mensch                                                                                   |                                  |                                                                       | - ca. 500.000 BP |
| Nihewan-Becken | |                                                                                                  |                                  |                                                                       | |
| Donggutuo (Dorf Donggutuo, Kreis Yangyuan, Provinz Hebei; nordöstlicher Rand des Nihewan-Becken)                                                   | | Donggutuo-Kultur                                                                                 |                                  |                                                                       | |
| Houjiayao-Stätte (Großgemeinde Dongjingji, Kreis Yanggao, Provinz Shanxi)                                                                          | 16 menschliche Fossilien |                                                                                                  |                                  | - ca. 100.000 BP                                                      | |
| Hutouliang | |                                                                                                  |                                  |                                                                       | |
| Majuangou | |                                                                                                  |                                  |                                                                       | |
| Nihewan (im Grenzgebiet der Provinzen Hebei und Shanxi)                                                                                            | | Nihewan-Zeit                                                                                     | Nihewan-Faunengemeinschaft       | - Homo erectus-Funde                                                  | |
| Xiantai | |                                                                                                  |                                  |                                                                       | |
| Xiaochangliang (Kreis Yangyuan, Provinz Hebei) | | Xiaochangliang-Kultur                                                                            |                                  |                                                                       | |
| Xujiayao (Xujiayao, Kreis Yanggao, Provinz Shanxi)                                                                                                 | Xujiayao-Mensch |                                                                                                  |                                  | - ca. 125.000 bis 104.000                                             | |
| Yujiagou | |                                                                                                  |                                  |                                                                       | |
| Ordos-Plateau (Autonomes Gebiet Innere Mongolei, China)                                                                                            | Ordos-Plateau (Autonomes Gebiet Innere Mongolei, China)                                                                                            |                                                                                                  | Ordos-Kultur                     | Salawusu-Faunengemeinschaft (in der "Südostecke", siehe Malan-Löss)   | - paläolithisch (ca. 50.000-35.000) bis bronzezeitlich                                                                                   |
| Renzidong | |                                                                                                  |                                  |                                                                       | |
| Salawusu | Salawusu | Hetao-Mensch                                                                                     |                                  | Salawusu-Faunengemeinschaft                                           | |
| Shaoguan (Shizi Shan chin. 獅子山 / 狮子山 Pinyin Shīzi Shān, "Löwenberg")                                                                         | Shaoguan (Shizi Shan chin. 獅子山 / 狮子山 Pinyin Shīzi Shān, "Löwenberg")                                                                         | Maba 1                                                                                           |                                  |                                                                       | |
| Shilongtou | Shilongtou |                                                                                                  | Shilongtou-Kultur                |                                                                       | |
| Shuicheng (Xiaohui-Höhle) | Shuicheng (Xiaohui-Höhle) | Shuicheng-Mensch                                                                                 | Shuicheng-Kultur                 | Shuicheng-Mensch-Fauna                                                | |
| Shuocheng (Shiyu) | Shuocheng (Shiyu) |                                                                                                  | Shiyu-Kultur (auch Zhiyu-Kultur) |                                                                       | |
| Shuidonggou | Shuidonggou |                                                                                                  | Shuidonggou-Kultur               |                                                                       | |
| Tongtianyan-Höhle (Liujiang, Autonomes Gebiet Guangxi)                                                                                             | Tongtianyan-Höhle (Liujiang, Autonomes Gebiet Guangxi)                                                                                             | Liujiang-Mensch                                                                                  |                                  |                                                                       | - ca. 30.000 BP |
| Tongzi | Tongzi | Tongzi-Mensch                                                                                    |                                  |                                                                       | |
| Tianshuigou (Jiefang, Dali (Weinan)) | Tianshuigou (Jiefang, Dali (Weinan)) | Dali-Mensch                                                                                      |                                  |                                                                       | |
| Wanshouyan | |                                                                                                  |                                  |                                                                       | |
| Xiachuan | Xiachuan |                                                                                                  | Xiachuan-Kultur                  |                                                                       | |
| Xianrendong und Diaotonghuan | Xianrendong und Diaotonghuan |                                                                                                  |                                  |                                                                       | - paläolithisch bis neolithisch |
| Xiaonanhai | Xiaonanhai |                                                                                                  | Xiaonanhai-Kultur                |                                                                       | |
| Xichou (Xianrendong-Höhle) | Xichou (Xianrendong-Höhle) | Xichou-Mensch                                                                                    |                                  | Xianrendong-Höhlen-Fauna                                              | |
| Xihoudu | Xihoudu |                                                                                                  | Xihoudu-Kultur                   | Xihoudu-Faunengemeinschaft                                            | |
| Xuchang | Xuchang | Xuchang-Mensch                                                                                   |                                  |                                                                       | |
| Xuetangliangzi | Xuetangliangzi |                                                                                                  | Yanbulaq-Kultur                  |                                                                       | |
| Yanjinggou (heutiger Stadtbezirk Wanzhou von Chongqing, Provinz Sichuan)                                                                           | Yanjinggou (heutiger Stadtbezirk Wanzhou von Chongqing, Provinz Sichuan)                                                                           | Yuanmou-Mensch                                                                                   | Tongliang-Kultur                 | Yanjinggou-Fauna auch Wanxian-Fauna                                   | - Tongliang-Kultur ca. 25.000 BP |
| Yuanmou | Yuanmou | Yuanmou-Mensch                                                                                   |                                  | Ailuropoda-Stegodon-Fauna                                             | |
| Yuchanyan | Yuchanyan |                                                                                                  |                                  |                                                                       | - paläolithisch bis neolithisch |
| Zhaocun | |                                                                                                  |                                  |                                                                       | |
| Zhijidong | |                                                                                                  |                                  |                                                                       | |
| Zhirendong | |                                                                                                  |                                  |                                                                       | |
| Zhoukoudian | Zhoukoudian | - Peking-Mensch (Untere Höhle) - Shandingdong-Mensch (Obere Höhle) - Tianyuan 1 (Tianyuan-Höhle) |                                  | Shandingdong-Faunengemeinschaft                                       | |
| Ziyang | Ziyang | Ziyang-Mensch                                                                                    |                                  |                                                                       | |